# Laksvatn
Laksvatn est une localité du comté de Troms, en Norvège.

## Géographie
Administrativement, Laksvatn fait partie de la kommune de Balsfjord.